# جون كريستوفيرسن
جون كريستوفيرسن (بالنرويجية البوكمول: Johan Kristoffersen)‏ هو متزحلق نوردي مزدوج نرويجي، ولد في 9 يوليو 1889 في النرويج، وتوفي في 22 يناير 1953.